# David Vallenilla
David José Vallenilla Luis (circa 1995-Caracas, Venezuela, 22 de junio de 2017) fue un estudiante venezolano asesinado por un sargento de la aviación venezolana durante las protestas en Venezuela de 2017.

## Vida
David Vallenilla era un estudiante graduado en enfermería. Hijo de David Vallenilla, quien fue jefe de Nicolás Maduro cuando trabajaba en el metro de Caracas. 

## Asesinato
El 22 de junio de 2017, Vallenilla se encontraba en una protesta en la autopista Francisco Fajardo, en Caracas, cuando un efectivo militar le dispara con una escopeta desde la parte interna de la base aérea La Carlota. Resulta herido a nivel del tórax y es trasladado a la clínica El Ávila, donde ingresa sin signos vitales a los 22 años de edad.
El asesinato de David Vallenilla fue documentado en un reporte de un panel de expertos independientes de la Organización de Estados Americanos, considerando que podía constituir un crimen de lesa humanidad cometidos en Venezuela junto con otros asesinatos durante las protestas.
En septiembre de 2021 es absuelto el militar de aviación que dio muerte al estudiante David Vallenilla durante las protestas de 2017 sin embargo el fiscal general tomó la decisión de investigar a la jueza Kenia Carrillo que absolvió al militar, Sentencian a 23 años de prisión al sargento de aviación Arli Méndez Terán por el asesinato de Vallenilla.